# Ioan Sabău
Ioan Ovidiu Sabău (Câmpia Turzii, 12 de febrer de 1968) és un futbolista romanès que va jugar a la dècada de 1990.
Fou jugador del Dinamo București i del Rapid București, a Romania, i també va jugar als clubs Feyenoord o Brescia Calcio, a l'estranger. A més, va ser internacional amb Romania entre 1988 i 1999, va participar en el Mundial de 1990 i al Campionat Europeu de 1996.
Va entrenar diversos clubs romanesos, com el FC Universitatea Cluj o el Rapid București.

## Palmarès
Dinamo București
- Lliga romanesa de futbol: 1989-90
- Copa romanesa de futbol: 1989-90

Feyenoord
- Copa neerlandesa de futbol: 1990-91, 1991-92
- Johan Cruijff Shield: 1991

Brescia
- Copa anglo-italiana de futbol: 1993-94

Rapid București
- Lliga romanesa de futbol: 1998-99, 2002-03
- Copa romanesa de futbol: 2001-02